# Lymantria bivittata
Lymantria bivittata este o specie de molii din genul Lymantria, familia Lymantriidae, descrisă de Moore 1879 Conform Catalogue of Life specia Lymantria bivittata nu are subspecii cunoscute.